# Kryterium Asów Polskich Lig Żużlowych im. Mieczysława Połukarda 1991

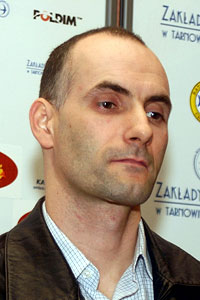
Tomasz Gollob

X Kryterium Asów Polskich Lig Żużlowych im. Mieczysława Połukarda odbył się 25 marca 1991. Zwyciężył Tomasz Gollob.

## Wyniki
- 24 marca 1991 (niedziela), Stadion Polonii Bydgoszcz
- NCD: Sławomir Drabik – 65,60 sek. w trzecim wyścigu

| Msc. | Zawodnik                   | Klub                  | Pkt  |             |  |
| ---- | -------------------------- | --------------------- | ---- | ----------- |  |
| 1    | (5) Tomasz Gollob          | Polonia Bydgoszcz     | 13   | (3,1,3,3,3) |  |
| 2    | (9) Jan Krzystyniak        | Stal Rzeszów          | 11+3 | (1,3,1,3,3) |  |
| 3    | (15) Andrzej Huszcza       | Morawski Zielona Góra | 11+2 | (3,2,2,2,2) |  |
| 4    | (10) Sławomir Drabik       | Włókniarz Częstochowa | 10   | (3,3,3,1,w) |  |
| 5    | (11) Ryszard Dołomisiewicz | Polonia Bydgoszcz     | 10   | (2,3,3,2,u) |  |
| 6    | (3) Jacek Woźniak          | Polonia Bydgoszcz     | 9    | (2,d,2,2,3) |  |
| 7    | (12) Roman Jankowski       | Unia Leszno           | 8    | (0,3,1,2,2) |  |
| 8    | (13) Jacek Krzyżaniak      | Apator Toruń          | 8    | (2,2,0,3,1) |  |
| 9    | (2) Mirosław Korbel        | ROW Rybnik            | 8    | (3,2,0,1,2) |  |
| 10   | (1) Mirosław Kowalik       | Apator Toruń          | 7    | (1,0,0,3,3) |  |
| 11   | (4) Jarosław Olszewski     | Wybrzeże Gdańsk       | 6    | (0,2,2,0,2) |  |
| 12   | (6) Jacek Gomólski         | Start Gniezno         | 5    | (2,0,2,1,0) |  |
| 13   | (8) Zenon Kasprzak         | Unia Leszno           | 4    | (0,1,3,d,0) |  |
| 14   | (16) Jacek Gollob          | Polonia Bydgoszcz     | 3    | (1,0,1,0,1) |  |
| 15   | (14) Wojciech Załuski      | Kolejarz Opole        | 3    | (0,1,0,1,1) |  |
| 16   | (7) Dariusz Śledź          | Motor Lublin          | 3    | (1,1,1,0,0) |  |
|      | rez. Leszek Sokołowski     | Polonia Bydgoszcz     | 1    | (1)         |  |
|      | rez. Tomasz Kornacki       | Polonia Bydgoszcz     | ns   |             |  |

Bieg po biegu
1. (66,44) Korbel, Woźniak, Kowalik, Olszewski
2. (66,35) T. Gollob, Gomólski, Śledź, Kasprzak
3. (65,60) Drabik, Dołomisiewicz, Krzystyniak, Jankowski
4. (65,66) Huszcza, Krzyżaniak, J. Gollob, Załuski
5. (66,53) Krzystyniak, Krzyżaniak, T. Gollob, Kowalik
6. (66,50) Drabik, Korbel, Załuski, Gomólski
7. (65,75) Dołomisiewicz, Huszcza, Śledź, Woźniak (d)
8. (66,94) Jankowski, Olszewski, Kasprzak, J. Gollob
9. (66,78) Dołomisiewicz, Gomólski, J. Gollob, Kowalik
10. (66,03) T. Gollob, Huszcza, Jankowski, Korbel
11. (66,44) Kasprzak, Woźniak, Krzystyniak, Załuski
12. (66,19) Drabik, Olszewski, Śledź, Krzyżaniak
13. (66,65) Kowalik, Jankowski, Załuski, Śledź
14. (66,06) Krzyżaniak, Dołomisiewicz, Korbel, Kasprzak (d)
15. (66,56) T. Gollob, Woźniak, Drabik, J. Gollob
16. (66,66) Krzystyniak, Huszcza, Gomólski, Olszewski
17. (67,47) Kowalik, Huszcza, Sokołowski, Kasprzak, Drabik (w/2 min) / Sokołowski za Drabika
18. (67,03) Krzystyniak, Korbel, J. Gollob, Śledź
19. (brak czasu) Woźniak, Jankowski, Krzyżaniak, Gomólski
20. (67,94) T. Gollob, Olszewski, Załuski, Dołomisiewicz (u)
21. (68,70) Bieg dodatkowy o drugie miejsce: Krzystyniak, Huszcza